# Rodriguezia bungerothii
Rodriguezia bungerothii är en orkidéart som beskrevs av Heinrich Gustav Reichenbach. Rodriguezia bungerothii ingår i släktet Rodriguezia och familjen orkidéer. Inga underarter finns listade i Catalogue of Life.